# 森福都
森福都（1963年3月31日—），是一名日本著名推理小說作家，畢業於廣島大學醫學部，畢業後曾從事製藥業。森福都1996年以《長安牡丹花異聞》奪得松本清張獎而出道。